# سرنوشت تغییریافته
سرنوشت تغییر یافته (به انگلیسی: Altered Destiny) یک بازی ویدئویی در سبک ماجراجویی گرافیکی است که ابتدا در سال ۱۹۹۰ میلادی توسط کمپانی اکولید برای سیستم عامل داس و یک سال بعد (۱۹۹۱) برای کامپیوترهای خانگی آمیگا تولید و منتشرگردید. این بازی توسط مایکل برلین و برپایه رابط کاربری متنی طراحی گردید. در سال ۲۰۰۰ نیز یک نسخه برای ویندوز و توسط شرکت زیگورات اینتراکتیو بر روی استیم منتشر شد.

## داستان بازی
گیمر در این بازی نقش شخصیتی به نام P.J. Barrett را بازی می‌کند که دارای زندگی متوسط و معمولی است. بر اثر یک اتفاق غیرمنتظره او یک دستگاه تلویزیون خریداری می‌کند که متعلق به یک جنگجوی بربر بوده‌است. با روشن کردن دستگاه تلویزیون او به طرز جادویی به درون آن کشیده و به دنیای دیگری بر روی سیاره Daltere فرستاده می‌شود. در این سیاره یک بیگانه با نام Helmar اقدام به دزدیدن جواهر نور کرده‌است و همین باعث درخطر افتادن این سیاره شده‌است. قهرمان بازی مأمور می‌شود این آشفتگی را سروسامان بخشیده و از نابودی کهکشان جلوگیری نماید.

## گیم‌پلی
بازی سرنوشت تغییریافته یک بازی ماجراجویی برپایه رابط کاربری متنی می‌باشد که توسط مایکل برلین طراحی گردید. در این بازی گیمر می‌تواند با دادن دستورات ساده متن اقدام به هدایت قهرمان و پیشبرد داستان بازی نماید. علاوه بر دستورات متنی، گیمر می‌تواند با استفاده از کلیک نمودن ماوس بر روی صفحه گرافیکی بازی، اقدام به کنترل قهرمان بازی نماید که این قابلیت باعث می‌شود این عنوان جزو آثار ماجراجویی اشاره و کلیک قرار بگیرد. در این بازی باید با حل معماهای پراکنده شده در محیط‌های مختلف، نسبت به پیشبرد داستان بازی اقدام کرد.

## بازتاب‌ها
نویسنده ماهنامه کامپیوتر گیمینگ ورلد بازی را تلفیقی از حس‌های گوناگون تعبیر کرد و گرافیک بازی را مناسب دانست، اما الگوریتم استفاده شده برای مسیریابی قهرمان بازی را بسیار اذیت کننده و عجیب نامید. با اینحال همچنان این عنوان را به دلیل استفاده از تم علمی تخیلی سیاره بیگانه‌ها، معماهای سخت ولی منطقی و حس طنز نهفته در داستان، یک اثر خوب و ارزشمند برای بازی کردن دانست. مجله AllGame هم این بازی را مشابه عناوینی همچون King's Quest و Space Quest دانست که البته جذابیت آن‌ها را ندارد. مجله آمیگا فورمت نیز نسخه آمیگای این بازی را دارای گیم‌پلی کند و خسته‌کننده دانست که بارگذاری طولانی آن از روی فلاپی‌دیسک‌های آمیگا، وضع را خسته‌کننده‌تر می‌کند. ماهنامه آلمانی آمیگا جوکر نیز ضمن تحسین گرافیک بازی، به شدت از کند بودن بازی و تعویض‌های مکرر فلاپی دیسک در هنگام بارگذاری انتقاد کرده و انجام بازی را بدون داشتن دیسک سخت آزاردهنده دانست.